# Gong Lijiao
Gong Lijiao (Chinees 巩 立姣; Luquan, 24 januari 1989) is een Chinese atlete, die is gespecialiseerd in het kogelstoten. Ze nam viermaal deel aan de Olympische Spelen, waarbij zij de vierde keer goud won. Eerder, in 2008 en 2012, had ze een bronzen medaille gewonnen. In 2017 veroverde zij in Londen de wereldtitel.

## Biografie

### Eerste internationale successen
Gong maakte haar internationale debuut op de wereldkampioenschappen van 2007 in Osaka, waar zij zevende werd bij het kogelstoten. Deze wedstrijd werd gewonnen door de Nieuw-Zeelandse Valerie Vili met een afstand van 20,54 m.
Een jaar later nam Gong deel aan de Olympische Spelen in Peking, waar zij zich bij het kogelstoten voor de finale plaatste. Hierin werd zij met een beste stoot van 19,20 vijfde, nadat zij in de kwalificatie tot 19,46 was gekomen, de beste prestatie van een Chinese kogelstootster in meer dan een decennium, jaren later kreeg Gong voor deze prestatie een bronzen medaille. In 2009, op de WK in Berlijn, veroverde zij vervolgens met een bronzen medaille bij het kogelstoten haar eerste eremetaal op een mondiaal toernooi. Helemaal aan het einde van dat jaar, in november, werd de Chinese met 19,04 tevens Aziatisch kampioene.
Op de Aziatische Spelen van 2010 in Guangzhou in november bleek Gong niet opgewassen tegen haar landgenote Li Ling, die haar titel verdedigde. Met een winnende stoot van 19,94 bleef Li Gong, die tot 19,67 kwam, bijna 30 cm voor.
Dat ze inmiddels op mondiaal goed kon meekomen, bewees Gong in 2011 op de wereldkampioenschappen in Daegu. Met 19,97 kwam zij slechts vijf centimeter te kort om op het erepodium terecht te komen.  

### Olympisch brons
Bij de Olympische Spelen van 2012 in Londen veroverde Gong eveneens een bronzen medaille. Ze was aanvankelijk vierde geworden, maar na de uitsluiting van winnares Nadzeja Astaptsjoek vanwege doping, schoof de Chinese op naar de derde plaats.
In de jaren die volgden kwam Gong op de mondiale toernooien tot tweemaal toe op het erepodium terecht. Zowel in 2013 op de WK in Moskou als in 2014 bij de wereldindoorkampioenschappen in Sopot werd zij derde. Bij beide gelegenheden stonden de Nieuw-Zeelandse Valerie Adams en de Duitse Christina Schwanitz een hogere klassering in de weg. Wel werd zij in 2014 kampioene op de Aziatische Spelen, maar daar was het niveau bij het kogelstoten minder dan bij de twee voorgaande afleveringen.

### Zilver op WK
Bij de WK van 2015 in Peking was Adams er niet meer bij en dus had Gong voor eigen publiek nog slechts tegenstand te duchten van Schwanitz. Met een beste stoot van 20,30 hoefde de Chinese ditmaal slechts zeven centimeter op haar rivale toe te geven en veroverde zij het zilver.
Op de Olympische Spelen van 2016 in Rio de Janiero was Gong niet in haar beste doen. Met een tegenvallende stoot van 19,39 moest zij niet alleen de nu weer wel aanwezige Valerie Adams voor laten, maar liet zij zich ook verrassen door de Hongaarse Anita Márton, die haar met 19,87 van het erepodium afhield. De titel ging intussen verrassenderwijs naar de Amerikaanse Michelle Carter, die met een nationaal record van 20,93 uit haar slof schoot en tweevoudig olympisch kampioene Adams van haar troon stootte. Dat de Chinese Schwanitz, die in Rio slechts zesde werd, ditmaal achter zich wist te houden, was de enige genoegdoening die zij overhield aan deze wedstrijd.

### Wereldkampioene
In 2017 greep Gong Lijiao echter eindelijk haar kans. Op de WK in Londen ontbraken zowel Adams als Schwanitz. Met een beste stoot van 19,94 hield Gong vervolgens zowel Márton als olympisch kampioene Carter achter zich en veroverde zij de titel. Het betekende het hoogtepunt in de atletiekloopbaan van de Chinese.

## Titels
- Olympisch kampioene kogelstoten - 2020
- Wereldkampioene kogelstoten - 2017
- Aziatische Spelen kampioene kogelstoten - 2014
- Aziatisch kampioene kogelstoten - 2009
- Aziatisch indoorkampioene kogelstoten - 2008
- Chinees kampioene kogelstoten - 2006
- Chinees indoorkampioene kogelstoten - 2007

## Persoonlijke records
Outdoor
| Onderdeel   | Prestatie | Datum           | Plaats   |
| ----------- | --------- | --------------- | -------- |
| kogelstoten | 20,58 m   | 1 augustus 2021 | Tokio    |
| speerwerpen | 53,94 m   | 16 juni 2007    | Cangzhou |

Indoor
| Onderdeel   | Prestatie | Datum         | Plaats  |
| ----------- | --------- | ------------- | ------- |
| kogelstoten | 19,93 m   | 19 maart 2011 | Chengdu |

## Palmares

### kogelstoten
Kampioenschappen
- 2005: 4e Chinese kamp.
- 2006:  Chinese kamp.
- 2007:  Chinese indoorkamp.
- 2007: 4e Chinese kamp.
- 2007: 7e WK - 18,66 m
- 2008:  Aziatische indoorkamp. - 18,12 m
- 2008:  OS - 19,20 m (in kwal. 19,46 m) (na DQ Natallja Michnevitsj en Nadzeja Astaptsjoek)
- 2009:  WK - 19,89 m
- 2009:  Aziatische kamp. - 19,04 m
- 2010:  IAAF Continental Cup - 20,13 m
- 2010:  Aziatische Spelen - 19,67 m
- 2011: 4e WK - 19,97 m
- 2012:  OS - 20,22 m (na 2x DQ)
- 2013:  WK - 19,95 m
- 2014:  WK indoor - 19,24 m
- 2014:  IAAF Continental Cup - 19,23 m
- 2014:  Aziatische Spelen - 19,06 m
- 2015:  WK - 20,30 m
- 2016: 4e OS - 19,39 m
- 2017:  WK - 19,94 m
- 2021:  OS - 20,58 m
- 2022:  WK - 20,39 m

Diamond League-podiumplekken
- 2010:  Shanghai Golden Grand Prix – 19,60 m
- 2010:  Aviva London Grand Prix – 19,26 m
- 2011:  Shanghai Golden Grand Prix – 19,94 m
- 2011:  Bislett Games – 19,57 m
- 2012:  Golden Gala – 19,79 m
- 2013:  Shanghai Golden Grand Prix – 19,73 m
- 2013:  Prefontaine Classic – 20,12 m
- 2014:  Golden Gala – 19,17 m
- 2014:  Athletissima – 19,65 m
- 2015:  Shanghai Golden Grand Prix - 20,23 m
- 2015:  Meeting Areva - 19,75 m
- 2017:  Shanghai Golden Grand Prix - 19,46 m
- 2017:  Golden Gala - 19,56 m
- 2017:  Meeting de Paris - 19,14 m
- 2017:  Weltklasse Zürich - 19,60 m
- 2024:  Xiamen - 19,72 m

1948: Micheline Ostermeyer ·
1952: Galina Zybina ·
1956: Tamara Tysjkevitsj ·
1960: Tamara Press ·
1964: Tamara Press ·
1968: Margitta Gummel ·
1972: Nadezjda Tsjizjova ·
1976: Ivanka Hristova ·
1980: Ilona Slupianek ·
1984: Claudia Losch ·
1988: Natalja Lisovskaja ·
1992: Svetlana Kriveljova ·
1996: Astrid Kumbernuss ·
2000: Janina Koroltsjik ·
2004: Yumileidi Cumbá ·
2008: Valerie Vili ·
2012: Valerie Adams ·
2016: Michelle Carter ·
2020: Gong Lijiao ·
2024: Yemisi Ogunleye
1983 Helena Fibingerová ·
1987 Natalja Lisovskaja ·
1991 Huang Zhihong ·
1993 Huang Zhihong ·
1995 Astrid Kumbernuss ·
1997 Astrid Kumbernuss ·
1999 Astrid Kumbernuss ·
2001 Janina Koroltsjik ·
2003 Svetlana Kriveljova ·
2005 Nadzeja Astaptsjoek ·
2007 Valerie Vili ·
2009 Valerie Vili ·
2011 Valerie Adams ·
2013 Valerie Adams ·
2015 Christina Schwanitz ·
2017 Gong Lijiao ·
2019 Gong Lijiao ·
2022 Chase Ealey ·
2023 Chase Ealey